# Hydromagnesiet
Hydromagnesiet is een secundair magnesiumhoudend mineraal met de molecuulformule Mg5(CO3)4(OH)2 · 4H2O. Het werd voor het eerst in 1827 beschreven en de naam komt van de samenstelling ervan. Het is een carbonaat, een magnesiumcarbonaat dat aan drie kristalwatermoleculen is gekoppeld. Er komen in een molecuul hydromagnesiet twee hydroxylgroepen voor. 
Kristallen hydromagnesiet zijn wit en hebben een monoklien kristalstelsel. Ze zijn vaak dun en naaldvormig, aciculair, en daardoor is hydromagnesiet vrij broos. De kristallen komen ook gebladerd, foliculair voor. Het zijn maar zelden grote, duidelijke kristallen. De kristallen komen soms in dikke, gecondenseerde sneeuwwitte bolletjes voor, die grote oppervlakken in rotsspleten bezetten.
Hydromagnesiet wordt vooral in serpentiniet aangetroffen en in andere magnesiumhoudende gesteenten, waarbij het meestal samen met aragoniet, artiniet en andere magnesiumcarbonaten voorkomt. Meestal ontstaat het wanneer koolstof, zuurstof en waterstof bij de moleculaire structuur van het primaire mineraal bruciet worden gevoegd.
Het wordt op een groot aantal plaatsen gevonden, maar steeds in kleine hoeveelheden. Vindplaatsen zijn onder andere: Piëmont, het Aostadal, Lombardije en Ligurië in Italië. Grote hydromagnesietkristallen, soms tot 10 cm groot, worden aangetroffen in de chromietmijnen van Dovez en Abdasht in Iran, in Brits-Columbia in Canada en in Californië en New York in de Verenigde Staten.

## Websites
- mindat.org. Hydromagnesite.
- Hydromagnesite Mineral Data.